# ISO 3166-2:RE

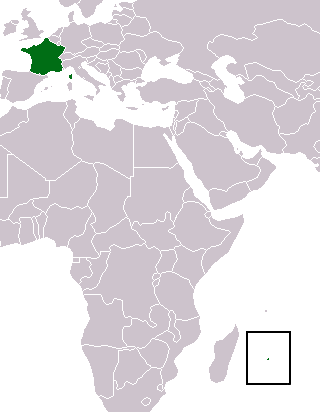
Mapa označení zámořského území Francie – ostrov Réunion

Kódy ISO 3166-2 pro Réunion neidentifikují žádné regiony (stav v roce 2015).